# Aimable Denhez
Aimable Denhez, né le 30 novembre 1942 à Reims, est un coureur cycliste français. Il fut l'un des meilleurs amateurs champenois.

## Biographie
Aimable Denhez grandit au contact du monde du vélo. Son père, lui aussi prénommé Aimable, est un ancien cycliste professionnel qui a participé au Tour de France en 1935. Il est par ailleurs le neveu d'André Denhez, qui a réalisé une belle carrière au niveau régional. Inspirés par ses aînés, il commence le cyclisme sur ses terres natales de la Champagne. Il a été licencié à l'UV Reims. 
Lors de la saison 1963, il s'illustre dans les compétitions parisiennes en remportant Paris-Évreux. Il termine également deuxième de Paris-Troyes, de Paris-Mantes et de Paris-Forges-les-Eaux, ou troisième de Paris-Verneuil et de Paris-La Ferté-Bernard. Grâce à ses performances, il est le lauréat du Mérite Veldor, qui récompense le meilleur coureur amateur de la saison en France. Il continue sa carrière à la Pédale Rémoise, à la Pédale Chalonnaise puis à l'UC Moyeuvre. 
En 1966, il évolue avec une licence d'indépendant. L'année suivante, il s'impose sur une étape de la Milk Race, sous les couleurs de l'équipe de France amateurs. Il passe ensuite professionnel en 1969 au sein de l'équipe Sonolor-Lejeune, alors qu'il est âgé de vingt-sept ans. Son meilleur résultat est une septième place sur une étape des Quatre Jours de Dunkerque. Il quitte cependant le monde professionnel avant le début de l'été. On le retrouve engagé dans diverses compétitions au cours des années 1970, mais seulement au niveau amateur. En 1980, il gagne encore six nouvelles courses avec l'UVC Charleville.

## Palmarès
- 1963
  - Mérite Veldor
  - Paris-Évreux
  - 2e de Paris-Troyes
  - 2e de Paris-Mantes
  - 2e de Paris-Forges-les-Eaux
  - 3e de Paris-Verneuil
  - 3e de Paris-La Ferté-Bernard
  - 3e du Grand Prix de l'Équipe et du CV 19e
- 1964
  - 2e du championnat de Champagne
  - 3e de Paris-Troyes
- 1965
  - 2e du championnat de France des sociétés
- 1966
  - 5ea étape du Circuit des Mines
- 1967
  - 6ea étape du Circuit des Mines
  - 8e étape de la Milk Race
- 1970
  - 4ea étape du Circuit des Mines
  - 3e du Circuit des Mines
- 1971
  - Trois Jours de Sedan
- 1973
  - 2e du Circuit du Pévèle